# 1995年バスケットボール女子アジア選手権
1995年バスケットボール女子アジア選手権（The 16th Basketball Asia Championship for Women）は、静岡県静岡市で開催された第16回バスケットボール女子アジア選手権。7月24日から30日までの期間で開催された。日本開催は1994年の仙台大会に続き2大会連続3度目。同一国での2大会連続開催はアジア選手権史上初。今大会よりオリンピック開催前はアジア予選会を兼ねて行われる。
中国が4大会連続6度目の優勝を飾った。中国と韓国・日本はアトランタ五輪出場権を獲得した。

## 最終結果

### レヴェルI
| 順位 | 国           |
| ---- | ------------ |
| 1    | 中国         |
| 2    | 韓国         |
| 3    | 日本         |
| 4    | 中華台北     |
| 5    | キルギス     |
| 6    | カザフスタン |

### レヴェルII
| 順位 | 国           |
| ---- | ------------ |
| 1    | タイ         |
| 2    | 香港         |
| 3    | フィリピン   |
| 4    | マレーシア   |
| 5    | ヨルダン     |
| 6    | インドネシア |